# Golvanacanthinae
Golvanacanthinae zijn een onderfamilie van haakwormen (Acanthocephala) uit de familie Rhadinorhynchidae. De wormen worden meestal 1 tot 2 cm lang. Ze komen algemeen voor in het maag-darmstelsel van ongewervelden, vissen, amfibieën, vogels en zoogdieren.
De onderfamilie werd in 1972 benoemd door Paggi & Orecchia.